# Areatza
Areatza város Spanyolországban,  Bizkaia tartományban. Areatza Arantzazu, Zeanuri, Orozko és Artea községekkel határos. Lakosainak száma 1287 fő (2024).

## Népesség
A település lakosságának változását az alábbi diagram mutatja:
| Lakosok száma | 1046 | 1021 | 1080 | 1131 | 1226 | 1211 | 1196 | 1201 | 1249 | 1287 |
|               | 2001 | 2004 | 2007 | 2009 | 2012 | 2014 | 2017 | 2019 | 2022 | 2024 |